# 和木町コミュニティバス

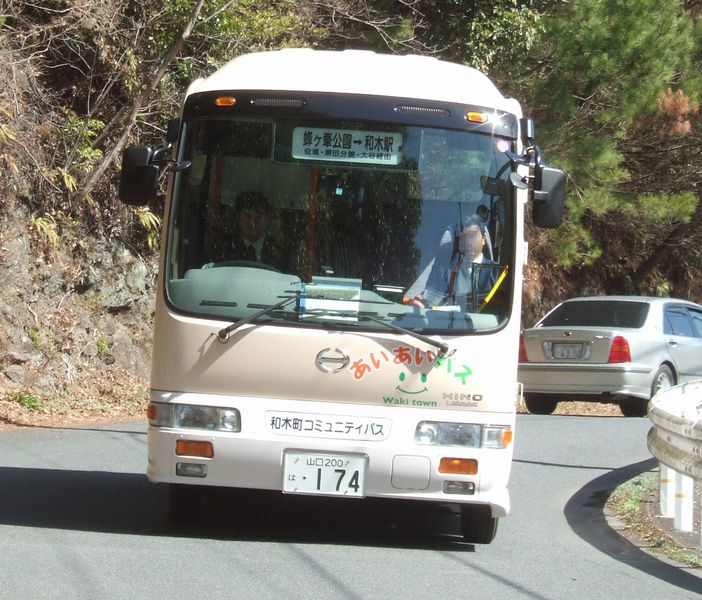
愛称入りの使用車両（前面）
道海公園入口～大谷を走行中
（2008年3月15日撮影）

和木町コミュニティバス（わきちょうコミュニティバス）は、山口県玖珂郡和木町が運行する自治体バス。愛称のあいあいバスは、2008年（平成20年）3月15日に開業した和木駅に合せて公募で決定された。愛称が設定されるまでは、ただ単に（和木）町内巡回バスもしくは福祉バスとも称された。
営業地域は、和木町内のみ。運行所管は和木町役場企画総務課である（2009年3月26日現在）。

## 概要

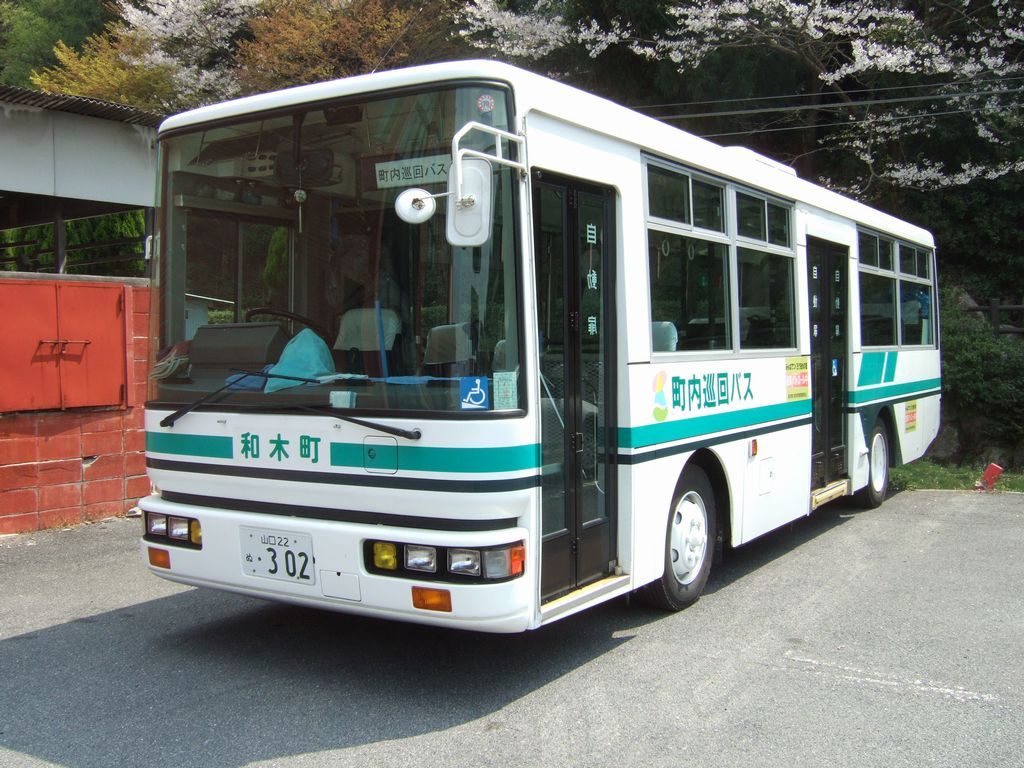
町内巡回バス時代の使用車両
和木町役場にて運行待機中
（2007年4月9日撮影）

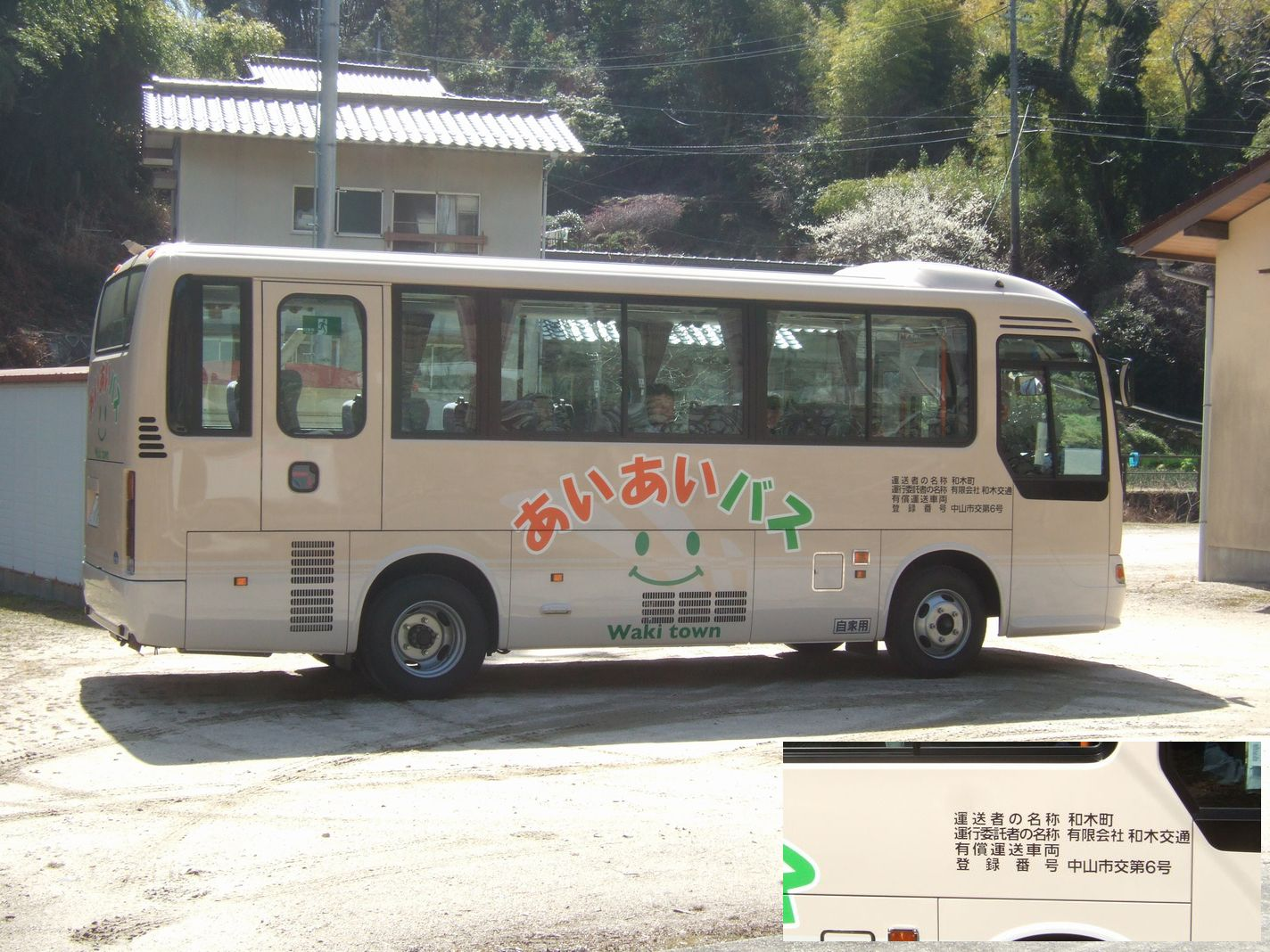
愛称入りの使用車両
（右側面；表記部拡大あり）
大谷に停車中
（2008年3月15日撮影）

当バスの運行は、1999年4月28日に竣工（4月1日開所）した特別養護老人ホーム『わきあいあい苑』
のディサービス送迎用に導入した低床バスの運用空き時間を転用する形で開始された。送迎用バス車両を転用した関係もあり、使用車両は自家用ナンバー車両1台のみという運行体制であった。
3ヶ月間の試験運行期間を経た後も、和木駅が開業するまでは、当バスと鉄道との連絡は無く、町内循環バス時代の当バスは、町内各所と和木町役場などの町内施設を連絡するのを主目的としていた。この時代の乗車料金は無料であり、土日祝日は運休というダイヤであった。
和木駅開業後は、運行形態が自家用ナンバー車両による有償運送（乗車料金の有料化を実施）となり、山陽本線への乗り継ぎ連絡の役割も追加された。また、使用車両が2台体制となり土日祝日も休日ダイヤで運行されるようになった。
現在の運行は、タクシー業を営んでいる（有）和木交通（本社：山口県玖珂郡和木町）が受託している。

## 料金
2008年3月15日より施行の乗車料金は、1人1乗車を単位とした均一料金となっている。
小学生以上のみが有料で、大学生等までが半額扱い。また、一定の条件を満たす場合においては、料金の減免という形で無料乗車扱いが継続されている
。
減免対象としては、障害者（身体、精神）や療育の各認定書類の所持者（および一部の介護者）や高齢者（75歳以上・要年齢証明）以外に、
- 町内の一部地区（瀬田3丁目および瀬田4丁目に属する造成団地地区）に居住する小学生および中学生（和木町内の小中学校への登下校に利用する場合のみ）
- 町長の交付した承認書を持参しているボランティア従事者

が定められている。
2010年4月1日からは、山口県警察の実施する運転卒業証制度（高齢者（65歳以上）の運転免許自主返納に対する支援事業）への参加に伴う、運賃免除も開始された。

## 沿革
- 1999年4月1日：試験運行を開始[4]。
- 1999年6月30日：試験運行期間を終了。翌日より本番運行に入る。
- 2008年3月15日：山陽本線和木駅の開業に合わせ、駅との連絡を行なうように運行経路を組み替え。運行車両を2台に更新。
- 2009年4月1日：路線の発着起点など、運行経路の一部を見直し。
- 2010年4月1日：運転卒業証制度に、運営主体である和木町が支援団体として参加[8]（運賃免除）。路線の発着起点の見直し。

## 本社および営業所
運営者としての拠点は、和木町役場（山口県玖珂郡和木町和木1丁目1番1号）。

## 路線

### 現行路線
以下は、2010年4月1日現在における、平日ダイヤの午前に運行される便を基準に、他の便における相違点を付記した説明である。

#### 和木駅・瀬田方面
- （平日ダイヤ午前および休日ダイヤの往路）：（和木町役場）→ JR和木駅 → 大和橋 → 小学校北門 → 瀬田分館 → 旭が丘団地 → 大谷
- （平日ダイヤ午前および休日ダイヤの復路）：大谷 → 蜂ヶ峰公園 → わきあいあい苑 → 蜂ヶ峰団地 → 蜂ヶ峰公園入口 →宮ノ下 → 和木町役場 → あけぼの橋 → JR和木駅 →（和木町役場）

※平日ダイヤの午後においてのみ、往路と復路における途中経由が逆回り停車の形で入れ替わる。ただし、この入れ替え原則に従わない区間があるので、判別できるよう一部を再掲する。（原則に従っていない区間がある理由は後述）
- （平日ダイヤ午後の往路）：（和木町役場）→ JR和木駅 → 和木町役場 → 小学校北門（宮ノ下は経由せず） → 蜂ヶ峰公園入口 → 蜂ヶ峰公園 → 大谷
- （平日ダイヤ午後の復路）：大谷 → 旭が丘団地 → （小学校北門のみ停車せず）→ 大和橋 → JR和木駅 →（和木町役場）
  - 1999年4月1日：わきあいあい苑始発終着の町内各所を巡回する循環バス路線として、関ヶ浜方面も一体化した経路にて運行開始（バス停間を巡る順路は現在と異なる）。出発地行先地の異なる複数の便の経路が一筆書きのように連結され、午前便、午後便として連続運行するダイヤとなっていた[4]。
  - 1999年5月6日：わきあいあい苑を始発終着とする、早朝便として一まとめにされた便群の運行を開始（関ヶ浜方面も一体化した経路にて運行）。
  - 1999年5月7日以降2008年3月14日まで：以下の路線改廃を実施。
    - 蜂ヶ峯公園 - わきあいあい苑（延伸開設；開設日不詳）
    - 瀬田分館 - 大谷（延伸開設；開設日不詳）
    - （大和橋 -）和木郵便局 - 米本たばこ店（現・あけぼの橋の近傍）-三井体育館（区間廃止；開設日：1999年4月1日[4]、廃止日不詳）

  - 2008年3月15日：和木駅の開業に伴い、従来からあった循環バス路線の運行経路の組み合わせを変更[5]。それまでの蜂ヶ峰公園や瀬田方面、和木町中心域、関ヶ浜方面と和木町役場とを結ぶ運行経路に、和木駅への連絡も追加される。
  - 2008年3月15日：関ヶ浜方面の運行経路を分離[5]。
  - 2009年4月1日：路線の発着起点が、蜂ヶ峰公園からJR和木駅へと変更され、大谷付近以外は、平日／休日ダイヤ・午前／午後の日時帯により順路が変わる循環運転となる[6][10]。
  - 2010年4月1日：路線の発着起点がJR和木駅から和木町役場に変更され、JR和木駅を経由した後に再び和木町役場へと向かう区間（上述路線経路の括弧付きの「（和木町役場）」の部分）も有する路線経路となる。年末年始運休（12月31日～1月3日）が明示される[7]。

実際の運行ダイヤでは、経路の一部を運行しない便（旭が丘団地 - 蜂ヶ峰公園の間を短絡運行する便、等）が存在する。また、平日ダイヤと休日（土日祝日）ダイヤが存在する（年末年始は運休）。平日ダイヤにおいては、午前中は蜂ヶ峰団地方面（瀬田3丁目および瀬田4丁目に属する造成団地地区）からJR和木駅へ向かう側の所要時間が、午後はJR和木駅および小学校北門から蜂ヶ峰団地方面へ向かう側の所要時間が、それぞれ短くなるようにダイヤ上の停車順序が定められている。休日ダイヤにおいては、午前・午後という明確な区別はない。
なお、上記の運行経路上にある「小学校北門」バス停は和木町立和木小学校への通学児童等の乗降を主目的としていると推測されるバス停である。（隣接する「大和橋」バス停（岩国市交通局の設置バス停を代用使用）とは20〜30m程度しか離れておらず、バス停を明示する標識等も無いため、当該小学校の校門の設置位置によってのみバス停位置を推定できる状態である）
発着地点がJR和木駅から和木役場へと変更されたのは、和木町が関わる各種事務手続きの為に来訪する人たちへの、バス利用の利便性を高めるためと推測される。役場の執務時間外である、平日ダイヤの早朝や夕刻以降、および、休日ダイヤにおいては従前通り、JR和木駅が発着点となっている事からも、それがうかがえる。

#### 和木駅・関ヶ浜方面
- （往路）：（和木町役場）→ JR和木駅→ あけぼの橋 → 和木町役場 → 大和橋 → 小学校北門 → 蜂ヶ峰公園入口 → 蜂ヶ峰公園 → 蜂ヶ峰公園入口 → 緑ヶ丘住宅 → 関ヶ浜浄水場
- （復路）：関ヶ浜浄水場 → 緑ヶ丘住宅 → 蜂ヶ峰公園入口 → 蜂ヶ峰公園 → 蜂ヶ峰公園入口 → 大和橋 → JR和木駅 →（和木町役場）
  - 1999年4月1日：瀬田方面との一体運行を開始（関ヶ浜浄水場 - 宗永寺（- 緑ヶ丘住宅）は未開設）。
  - 1999年5月7日以降2008年3月14日まで：以下の路線改廃を実施。
    - 関ヶ浜浄水場 - 宗永寺（宗永寺側からの延伸開設；開設日不詳）

  - 2008年3月15日：和木駅開業に合せたダイヤ改正で、瀬田方面と和木町役場等を結んでいた路線から運行経路が独立する[5]。
  - 2009年4月1日：路線の発着起点が、関ヶ浜浄水場からJR和木駅へと変更され、平日ダイヤにおいて蜂ヶ峰公園入口 - 蜂ヶ峰公園の直通運行が復活する[6]。なお、休日ダイヤにおいては、運行路線が独立した時点以降も瀬田方面との一体運行による直通運行が続いていた[5]。
  - 2010年4月1日：路線の発着起点がJR和木駅から和木町役場に変更され、JR和木駅を経由した後に再び和木町役場へと向かう区間（上述路線経路の括弧付きの「（和木町役場）」の部分）も有する路線経路となる。年末年始運休（12月31日～1月3日）が明示される[7]。

JR和木駅 - 蜂ヶ峰公園入口 - 蜂ヶ峰公園の区間は、 瀬田方面の平日ダイヤの午後と同一経路を運行する。実際の運行ダイヤでは、経路の一部（蜂ヶ峰公園入口 - 蜂ヶ峰公園の折り返し）を運行しない便が存在する。また、平日ダイヤと休日（土日祝日）ダイヤが存在する（年末年始は運休）。午前・午後という明確な区別はない。
2010年4月1日におけるバス路線の発着点の変更背景については、和木駅・瀬田方面と同じである。

## 車両
運行車両は以下の2台。
1. 町内巡回バス時代から使用している車両。2扉（前扉＋中扉）の低床バスであるが、製造メーカー等の外観表示はない。座席定員：26席（乗車定員は不詳）。#概要にも記したとおり、ディサービス送迎用車両の転用である。現在、平日ダイヤの時は関ヶ浜方面の運行を担当、休日ダイヤの時は原則休車。
2. 愛称のあいあいバスが付けられた時点より使用している車両。日野・リエッセ。前扉のみの1扉車である。座席定員：22席、乗車定員：36人。「まちづくり交付金」の助成を得て和木町が購入。現在、平日ダイヤの時は瀬田方面の運行を担当、休日ダイヤの時は原則として瀬田方面・関ヶ浜方面の両方を担当する（本車両に対する整備を行う場合を除く）。